# Dải Bollinger

Chỉ số S&P 500 với dải Bollinger 20 ngày, 2 lần độ lệch chuẩn, %b và băng thông.

Dải Bollinger là một công cụ phân tích kỹ thuật do John Bollinger phát minh trong thập niên 1980 cũng như được chính ông đăng ký thương hiệu vào năm 2011. Phát triển từ khái niệm về dải giá giao dịch, dải Bollinger và các chỉ số liên quan %b và băng thông có thể được sử dụng để đo đạc "mức cao" hay "mức thấp" của giá cả so với các giao dịch trước đó. Dải Bollinger là một chỉ số đo độ biến động tương tự như kênh Keltner.
Dải Bollinger bao gồm:
- Một trung bình trượt (MA) cho chu kỳ N.
- Một dải trên ở mức K lần độ lệch chuẩn cho chu kỳ N phía trên trung bình trượt (MA + Kσ).
- Một dải dưới ở mức K lần độ lệch chuẩn cho chu kỳ N phía dưới trung bình trượt (MA − Kσ).

Các giá trị điển hình cho N và K tương ứng là 20 và 2. Lựa chọn mặc định cho giá trị trung bình là trung bình trượt đơn, nhưng các kiểu giá trị trung bình khác cũng có thể dùng khi cần thiết. Trung bình trượt hàm mũ là lựa chọn phổ biến thứ hai. Thông thường cùng một giá trị chu kỳ được sử dụng cho việc tính toán cả giá trị dải giữa lẫn độ lệch chuẩn.

## Mục đích
Mục đích của dải Bollinger là cung cấp một định nghĩa tương đối về cao và thấp. Theo định nghĩa, giá là cao khi ở dải trên và là thấp khi ở dải dưới. Định nghĩa này có thể trợ giúp trong việc nhận dạng mẫu chính xác và là hữu ích trong việc so sánh tác động giá với tác động của các chỉ số để đưa ra các quyết định giao dịch có hệ thống.

## Các chỉ số phát sinh từ dải Bollinger
Năm 2010, John Bollinger giới thiệu 3 chỉ số mới dựa trên dải Bollinger. Chúng là BBImpulse để đo đạc sự thay đổi giá như một hàm của dải; phần trăm băng thông (%b) để chuẩn hóa độ rộng của dải theo thời gian; và delta băng thông để định lượng sự thay đổi bề rộng của dải.
%b phát sinh từ công thức tính độ ngẫu nhiên và chỉ ra giá đang ở đâu trong tương quan với dải. %b bằng 1 khi ở giá trị trên cùng của dải và bằng 0 khi ở giá trị dưới cùng của dải. Nếu quy ước BB trên là giá trị ở trên cùng của dải Bollinger, BB dưới là giá trị ở dưới cùng của dải Bollinger, và cuối là giá trị giá giao dịch lần cuối cùng, thì:
%b = (cuối − BB dưới) / (BB trên − BB dưới)
Băng thông cho biết dải Bollinger rộng tới mức nào trên cơ sở chuẩn hóa. Quy ước tương tự như trên và BB giữa để chỉ trung bình trượt (hay giá trị của dải Bollinger giữa:
Băng thông = (BB trên − BB dưới) / BB giữa
Sử dụng các tham số chuẩn cho chu kỳ 20 của giá quá khứ và cộng/trừ 2 lần độ lệch chuẩn thì băng thông tương đương với 4 lần hệ số biến thiên của chu kỳ 20.
Sử dụng của %b bao gồm xây dựng hẹ thống và nhận dạng mẫu. Sử dụng của băng thông bao gồm nhận dạng các cơ hội phát sinh từ các cực trị tương đối trong độ biến động và nhận dạng xu hướng giá.

## Diễn giải
Việc sử dụng dải Bollinger tùy theo khẩu vị của từng thương nhân. Một số thương nhân mua vào khi giá chạm mức thấp của nửa dưới dải Bollinger và thoát ra khi giá chạm đường trung bình trượt nằm ở giữa dải. Các thương nhân khác lại mua vào khi giá vượt lên trên giá trị trên của nửa trên dải Bollinger (do kỳ vọng giá còn tăng nữa) hoặc bán ra khi giá xuống thấp hơn giá trị dưới của nửa dưới dải Bollinger (do kỳ vọng giá còn xuống nữa). Ngoài ra, việc sử dụng dải Bollinger không chỉ hạn chế ở các thương nhân kinh doanh chứng khoán; các thương nhân kinh doanh quyền chọn, đáng chú ý nhất là các thương nhân độ biến động mặc nhiên, thường bán các quyền chọn khi các giá trị của dải Bollinger là xa nhau về mặt giá trị lịch sử hoặc mua vào các quyền chọn khi các giá trị của dải Bollinger là gần nhau về mặt giá trị lịch sử, và trong cả hai trường hợp thì đều là từ kỳ vọng rằng độ biến động sẽ trở lại mức độ biến động lịch sử trung bình đối với loại chứng khoán đó.
Khi các dải nằm gần nhau thì người ta coi đó là chu kỳ với độ biến động thị trường thấp. Ngược lại, khi các dải nằm xa nhau, thì người ta coi đó là chu kỳ với độ biến động thị trường cao hay sự gia tăng về tác động giá. Khi dải chỉ có độ dốc nhẹ và đường chuyển động gần như song song trong một khoảng thời gian dài thì giá nói chung sẽ chỉ dao động xung quanh giá trị giữa của dải.
Các thương nhân thường có xu hướng kết hợp dải Bollinger với các chỉ số khác để xác nhận tác động giá. Cụ thể, việc sử dụng dải Bollinger như là một bộ dao động thường sẽ kết hợp với các mẫu hình biểu đồ giống như các chỉ số phi dao động hay một đường xu hướng. Nếu các chỉ số này xác nhận khuyến cáo của dải Bollinger thì thương nhân sẽ có độ chắc chắn cao hơn rằng dải đang dự đoán chính xác tác động giá trong mối tương quan với độ biến động thị trường.

## Tính hiệu quả
Các nghiên cứu khác nhau về tính hiệu quả của chiến lược dải Bollinger đã được thực hiện với các kết quả lẫn lộn. Năm 2007 Lento et al. công bố một phân tích sử dụng một loạt các khuôn thức (các thang thời gian trung bình trượt khác nhau, các khoảng độ lệch chuẩn khác nhau) và một loạt các thị trường (như Dow Jones và Forex). Phân tích các giao dịch kéo dài một thập niên, từ 1995 trở đi đã không tìm thấy chứng cứ về sự thực hiện vững chắc đối với cách tiếp cận "mua và nắm giữ" tiêu chuẩn. Tuy nhiên, các tác giả lại phát hiện ra rằng sự đảo ngược chiến lược đơn giản ("phản dải Bollinger") lại có sự hoàn vốn dương trong một loạt các thị trường.
Các kết quả tương tự được tìm thấy trong một nghiên cứu khác, với kết luận rằng các chiến lược giao dịch dải Bollinger có thể có hiệu quả tại thị trường Trung Quốc, khi viết rằng: "Cuối cùng, chúng ta tìm thấy các hoàn vốn dương đáng kể từ các giao dịch mua sinh ra từ phiên bản ngược lại với ba quy tắc giao dịch kỹ thuật thường dùng: quy tắc đường giao cắt trung bình trượt, quy tắc đột phá kênh Donchian, và quy tắc giao dịch dải Bollinger, sau khi khấu trừ chi phí giao dịch 0,50 phần trăm." (Bằng "phiên bản ngược lại", họ cho rằng nên mua khi quy tắc thông thường lại chỉ thị bán, và ngược lại). Một nghiên cứu gần đây kiểm tra áp dụng của chiến lược giao dịch dải Bollinger kết hợp với ADX cho các chỉ số thị trường cổ phiếu với các kết quả tương tự.
Một bài báo năm 2008 sử dụng dải Bollinger trong dự đoán đường cong lợi tức.
Các công ty như Forbes, Inc gợi ý rằng việc sử dụng dải Bollinger là chiến lược đơn giản và thường là hiệu quả nhưng các lệnh cắt lỗ nên được sử dụng để giảm thiểu thua lỗ từ áp lực thị trường.

## Các tính chất thống kê
Các hoàn vốn từ giá chứng khoán không có phân phối thống kê nào đã biết, cho dù đó là chuẩn hay loại khác; chúng được biết là có các đuôi béo khi so sánh với phân phối chuẩn. Kích thước lấy mẫu thường được dùng, bằng 20, là quá nhỏ để các kết luận sinh ra từ các kỹ thuật thống kê như định lý giới hạn trung tâm có thể được tin cậy. Các kỹ thuật như vậy thường đòi hỏi mẫu phải là độc lập và phân phối đồng nhất, mà đó lại không phải là trường hợp của một chuỗi thời gian như giá chứng khoán. Chỉ có điều ngược lại là đúng; những người thực tế giao dịch nói chung công nhận rằng các chuỗi giá như vậy rất phổ biến là có mối tương quan tuần tự—nghĩa là, mỗi mức giá sẽ "gần như luôn luôn" có quan hệ gần gũi với tổ tiên (giá trước đó) của nó. Sự điều chỉnh đối với tương quan tuần tự là mục đích của các độ lệch chuẩn trượt, bằng việc sử dụng các độ lệch từ trung bình trượt, nhưng khả năng tồn dư tự tương quan bậc cao của giá lại không thể được giải thích bằng cách tính sai phân đơn giản từ trung bình trượt.
Vì những lý do như vậy, sẽ là không chính xác khi giả định rằng phần trăm dài hạn của các dữ liệu sẽ được quan sát trong tương lai là nằm bên ngoài phạm vi dải Bollinger sẽ luôn luôn bị giới hạn ở một mức nhất định nào đó. Thay vì tìm thấy khoảng 95% dữ liệu nằm bên trong phạm vi của dải, như có thể dự đoán với các tham số mặc định nếu như các dữ liệu có phân phối chuẩn, thì các nghiên cứu lại cho thấy chỉ khoảng 88% các mức giá chứng khoán (85%-90%) là nằm bên trong phạm vi của dải. Đối với một chứng khoán cụ thể, người ta luôn có thể tìm thấy các hệ số mà đối với chúng một mức phần trăm nhất định của các dữ liệu được bao hàm bởi các dải được xác định bằng hệ số đó trong một khoảng thời gian nhất định. Những người kinh doanh thực tế cũng có thể sử dụng các phép đo có quan hệ như kênh Keltner hay các kênh khoảng trung bình Stoller (dải STARC), là các chỉ số với độ rộng dải của chúng dựa theo các đo đạc khác nhau về độ biến động giá, như chênh lệch giữa các mức giá cao và thấp trong ngày, chứ không phải dựa trên độ lệch chuẩn.